# Ibrahim Boubacar Keïta
Ibrahim Boubacar Keïta (franskt uttal: [ibʁa.im bubakaʁ ke.ita]), även känd som IBK, född 29 januari 1945 i Koutiala i Sikasso, död 16 januari 2022 i Bamako, var en malisk politiker och partiledare för Samling för Mali. Mellan 4 september 2013 och augusti 2020 var han Malis president.
I början av 1990-talet var Keïta med om att bilda Alliansen för demokrati i Mali (ADEMA) vars partiledare han valdes till vid den första ordinarie partikongressen år 1994. Samma år utsågs han också till Malis statsminister.
Oenighet inom ADEMA tvingade honom att år 2000 avgå som partiledare och premiärminister och sedan bilda ett nytt parti Samling för Mali (RPM). 2002 - 2007 var Keïta talman i nationalförsamlingen.
I presidentvalen 2002, 2007 och 2013 var han RPM:s kandidat. I den sistnämnda valrörelsen var Keïta den ende av de 27 presidentkandidaterna som inte kritiserade militärkuppen 2012, något som kan ha bidragit till valsegern. Keïta tillträdde som president den 4 september 2013.
I augusti 2020 frihetsberövades Keïta i samband med en militärkupp ledd av juntan CNSP. Han avgick och upplöste parlamentet.